# Mas Boterós
El Mas Boterós és un mas situat al municipi de Vilamaniscle, a la comarca catalana de l'Alt Empordà.